# 长萼连蕊茶
长萼连蕊茶（学名：Camellia longicalyx）是山茶科山茶属的植物。分布于中国大陆的广西等地，目前尚未由人工引种栽培。其种加词“Longicalyx”意为“有长花萼的”。